# Wenn du noch eine Heimat hast (film 1930)
Wenn Du noch eine Heimat hast è un film muto del 1930 diretto da Siegfried Philippi.

## Produzione
Il film fu prodotto dall'Aco-Film.

## Distribuzione
La richiesta del visto di censura porta la data del 24 settembre 1929. Il film venne presentato in prima a Berlino il 1º gennaio 1930.